# Preußische Landesanstalt für Gewässerkunde
Die Preußische Landesanstalt für Gewässerkunde wurde am 1. April 1902 in Berlin gegründet und vereinte erstmals Fachwissenschaftler der Gebiete Wasserwirtschaft, Meteorologie und Geologie zur umfassenden Bearbeitung gewässerkundlicher Fragen.

## Geschichte und Tätigkeitsbereich
Als in den 1880er Jahren die norddeutschen Ströme von verheerenden Hochwassern heimgesucht wurden, sah sich die Preußische Staatsregierung veranlasst, eingehende Untersuchungen über den Charakter der Gewässer einzuleiten, die in der Folge zur Herausgabe der umfangreichen Monografien der norddeutschen Ströme führten. Dies führte zu einer vertieften Kenntnis der gewässerkundlichen Zusammenhänge und ihrer großen praktischen Bedeutung für die gesamte Wasserwirtschaft, so dass der 1892 gegründete preußische Wasser-Ausschuss nach zehn Jahren Bestehens zu einer Landesanstalt umgebildet und ausgebaut wurde.
Ab dem Jahr 1914 bemühte sich die Landesanstalt auch um die Erforschung des Grundwassers.
Der Arbeitsbereich der Preußischen Landesanstalt für Gewässerkunde umfasste außer dem preußischen Staatsgebiet auf Grund entsprechender Vereinbarungen auch die übrigen norddeutschen Länder. Dazu gehörten zunächst auch Sachsen und die thüringischen Staaten, bis Sachsen im Jahr 1912 und Thüringen 1922 ihre eigene gewässerkundliche Anstalt erhielten.
Im Jahre 1928 wurde der Landesanstalt das 1891 gegründete Büro für die Hauptnivellements angegliedert und der Name der Anstalt lautete ab dann Preußische Landesanstalt für Gewässerkunde und Hauptnivellements.

## Publikationen
Die Landesanstalt gab in der Zeit ihres Bestehens 40 Jahrgänge des Jahrbuchs für Gewässerkunde heraus und erarbeitete eine Vielzahl von grundlegenden Vorschriften, hydrologischen Messgeräten und Messverfahren.

## Leiter
Die Leiter der Anstalt waren:
- 1902–1917 Wirklicher Geheimer Oberbaurat Dr.-Ing. E. h. Hermann Keller (1851–1924)
- 1917–1933 Geheimer Baurat Dr.-Ing. E. h. Wilhelm Soldan (1872–1933)
- 1933–1937 Ministerialrat Burghard Körner
- 1937–1945 Ministerialrat Professor Artur Wechmann (1882–1969)

## Ministeriumszugehörigkeiten
Die Landesanstalt war in der Zeit ihres Bestehens vier verschiedenen Ministerien eingegliedert:
- 1902–1921 dem Ministerium der öffentlichen Arbeiten
- 1921–1934 dem Preußischen Landwirtschaftsministerium
- 1935–1941 dem Reichs- und Preußischen Ministerium für Ernährung und Landwirtschaft, später: Reichsministerium für Ernährung und Landwirtschaft
- 1941–1945 dem Generalinspektor für Wasser und Energie.

Der Leiter der Anstalt war gleichzeitig Referent für gewässerkundliche Fragen im Ministerium. 
Als die Hoheitsrechte der Länder Anfang 1934 auf das Reich übergingen, wurde die Gewässerkunde für ganz Deutschland vereinheitlicht.